# Delicate
『delicate』（デリケート）は、崎谷健次郎の通算8枚目のオリジナル・アルバム。1994年11月2日に発売された。

## 解説
- プロデュースは、崎谷健次郎、秋元康。デビュー・アルバム以来8年ぶりの共同制作[3]。
- 音楽雑誌『CDでーた』によれば、「秋元の描く独特の世界観あるラブ・ストーリーを、崎谷の緻密なサウンドに繊細で透明感ある歌声を載せて、まるで映画を観るように綴っている。互いに信頼し尊重する恋愛にも似たデリケートな関係性が、美しく心に響くアルバム作り上げ」[3]ていると評している。
- HEART BEATスタジオ、一口坂スタジオ、スタジオSOUND DALIにて、収録された。ディレクターは倉仲保、上阪伸夫。レコーディングは藁谷義徳、小橋幸男。ミキシングは藁谷、井上うに。マスタリングは竹中昭彦である。
- ディスク・プロモートは飯田雄一郎。セールス・プロモートは木村康詩。マネージメントは外舘隆夫である。
- CDジャケットは、ブックレット18ページ。表紙はグランドピアノに向かって座る崎谷の姿を背景無地にモノクロで写し出され、クレジットもゴシック金文字で全体的にシンプルなデザイン。ビジュアル・プロデュースは倉仲、守屋その子。アートデザインは永倉智彦。デザインは川原真由美、長谷川昌弘。フォトグラフは上原勇である。サン・アドのスタッフが関わっている。スタイリストは山本康一郎。ヘア・メイクアップは植村タケヒサ。パッケージ・コーディネートは風間陽子である。

- 遅すぎると僕は思えない

通算17枚目のシングル表題曲。
- ROOMS

通算16枚目のシングル表題曲。
- なつかしい週末

5th.インストゥルメンタルアルバム『BOSSA DRIVE』にボサノババージョンが収録されている。
6th.インストゥルメンタルアルバム『KENJIRO SAKIYA MUSIC BOX vol.1 〜pastel spring〜』にオルゴールバージョンが収録されている。
- くされ縁もいいさ

ピアニカ：ピアニカ前田。
2nd.インストゥルメンタルアルバム『KENJIRO SAKIYA HAND MADE MUSIC BOX "BRIDAL EDITION"』にオルゴールバージョンが収録されている。
- 最後の夏の日

7th.インストゥルメンタルアルバム『Summer Afternoon 〜backtrack & piano〜』にバックトラック・ピアノバージョンが収録されている。
- 君のせいさ

ドラム：江口信夫、ベース：高水健司、エレクトリック・ギター：鳥山雄司、パーカッション：木村誠、ストリングス：JOE STRINGS
- 与えられた砂時計

アルトサックス：JAKE.H.CONCEPTION
- 愛はまだ生きているんだ

コンピューター・プログラミング、シンセ・オペレーター、ガット・ギター：鳥山雄司
- 誰のために雪は降る

通算17枚目のシングル収録曲。
- デリケート

コンピューター・プログラミング、シンセ・オペレーター、エレクトリック & ガット・ギター：鳥山雄司
ハイハット：清水永二、バックグラウンドボーカル：EVE
- DYING ROSES

ストリングス：JOE STRINGS

## 収録曲
全曲作詞：秋元康、作曲・編曲：崎谷健次郎（特記以外）編曲：鳥山雄司（8,10）
1. 遅すぎると僕は思えない
2. ROOMS
3. なつかしい週末
4. くされ縁もいいさ
5. 最後の夏の日
6. 君のせいさ
7. 与えられた砂時計
8. 愛はまだ生きているんだ
9. 誰のために雪は降る
10. デリケート
11. DYING ROSES（インストゥルメンタル）